# Lijst van burgemeesters van 's-Graveland
Dit is een lijst van burgemeesters van de voormalige Nederlandse gemeente 's-Graveland. Op 1 januari 2002 fuseerden de gemeenten Loosdrecht, 's-Graveland en Nederhorst den Berg tot de gemeente Wijdemeren.
| Ambtsperiode | Naam burgemeester | Partij of stroming | Bijzonderheden |
| ------------ | --- | ------------------ | --- |
| 18?? - 1843  | Hendrik Poeraat Schimmel (1781-1843) |                    | eerst als schout |
| 1844 - 1850  | Mr. Gerrit Corver Hooft |                    | |
| 1851 - 1892  | Marius Catharinus van Pellecom |                    | tevens burgemeester van Ankeveen (1852-1892) en Kortenhoef (1844-1892)                                               |
| 1892 - 1903  | Jhr. Jacob Petrus Hooft Graafland |                    | tevens burgemeester van Ankeveen                                                                                     |
| 1903 - 1939  | mr. Douwe Jan Andries baron van Harinxma thoe Slooten                                                                                      |                    | tevens burgemeester van Ankeveen, eerder burgemeester van Holten                                                     |
| 1939 - 1954  | Gerrit graaf Schimmelpenninck (tijdens en/of na de Tweede Wereldoorlog tijdelijk vervangen door (onder andere?) Gabriël (G.W.) Smit (KVP)) |                    | tevens burgemeester van Ankeveen, eerder burgemeester van Nederhorst den Berg                                        |
| 1954 - 1960  | Johannes Christiaan Bührmann | CHU                | waarnemend, tevens waarnemend burgemeester van Ankeveen en burgemeester van Weesp                                    |
| 1960 - 1964  | N.J.C. Cramer | PvdA               | waarnemend, tevens waarnemend burgemeester van Ankeveen en burgemeester van Naarden, voorheen burgemeester van Roden |
| 1964 - 1976  | Jan Diderik Jansen | CHU                | tevens burgemeester van Ankeveen en Kortenhoef (beide van 1964 tot opgaan in 's-Graveland in 1966)                   |
| 1976 - 1986  | Piet (P.J.M.) van de Walle | KVP / CDA          | |
| 1987 - 2002  | Wim (W.J.) Kozijn | PvdA               | |